# Flikbladig björk

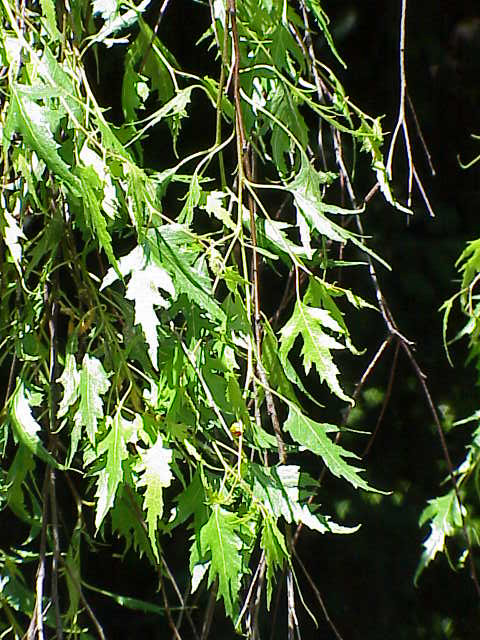
Blad av Betula pendula 'Laciniata

Flikbladig björk eller falsk ornäsbjörk[källa behövs] (Betula pendula 'Laciniata') är en sort av växtarten vårtbjörk (Betula pendula) med flikiga blad.

## Utseende

### Förväxling med ornäsbjörk
Flikbladig björk förväxlas ofta med ornäsbjörken (Betula pendula 'Dalecarlica'). Ett sätt att skilja den från ornäsbjörk är att bladen inte har lika djupt inskurna flikar, bladen är mindre, och ornäsbjörkens flikar är smalare. Flikbladig björk har smalare växt och större bladyta än ornäsbjörk.
Ett annat sätt att skilja flikbladig björk åt är att den har tjocka svarta band som går runt nästan hela stammen, grenarna är också mer hängande än ornäsbjörkens. Grenar på flikbladig björk hänger rakt ned, medan ornäsbjörkens hänger i plymer. Barken består av slät, vit näver som är bestående ända längst ned vid stammen, vilket ornäsbjörken inte har. Knopparna är spetsiga, medan ornäsbjörkens knoppar är trubbiga. Båda sorterna kan ha grenar långt ned på stammen, men flikbladig björk passar bättre i gatumiljö eftersom den inte har lika långt grenöverhäng.
Ornäsbjörken blir högre än denna björk. Den har inte heller lika kraftiga grenar som ornäsbjörk.

### Förväxling med fransbjörk
Många blandar ihop flikbladig björk med fransbjörk (Betula pendula 'Crispa'), eftersom namnen påminner om varandra, och många ser ofta på fransbjörk som den björk som oftast förväxlas med ornäsbjörk, men detta är felaktigt. Fransbjörken är den flikiga björksort som minst liknar ornäsbjörk och förväxlas mer sällan med den. Fransbjörk har de största bladen, fransbjörkens flikar (snarare fransar) går inte alls lika långt in som hos de båda andra sorterna flikbladig björk och ornäsbjörk.
Flikbladig björk beskrivs i många böcker och i webbsidor på internet som fransbjörk, till och med hos framstående dendrologer och arborister har det uppstått problem med att skilja alla flikiga björkar åt. En betydande anledning till denna förväxling är att den framstående botanikern N. Hylander placerade sorten 'Laciniata' under namnet fransbjörk.

## Användning och utbredning i Sverige
Flikbladig björk förväxlas lätt med Ornäsbjörk. Ornäsbjörken är unik genom att den har många goda egenskaper som t. ex. att pollenallergiker inte får några reaktioner på just ornäsbjörk, bl. a. därför utnämndes trädet till Sveriges riksträd. Men det har visat sig att samtliga flikiga björksorter har den egenskapen, enligt studier av trädexperten PerOla Fritzon.
Till minne av FN:s trädår 1985 planterades 1986 ett exemplar som påstods vara ornäsbjörk i varje svensk kommun, från Kiruna i norr till Trelleborg i söder på centrala platser, för att man skulle kunna följa trädets utveckling. Det visade sig först senare att många av dessa "ornäsbjörkar"
egentligen var "vanliga" flikbladiga björkar. Några exemplar var dock äkta, däribland riksträdet i Örebro.
Den flikbladiga björken odlades sedan under fel namn på plantskolorna i många år - mellan 1980 och 2007 planterades många exemplar av flikbladig björk under namnet Ornäsbjörk. De kommuner som planterat flikbladig björk kommer enligt Elitplantstationen få en ersättningsplanta som är av rätt klon. Alla äkta ornäsbjörkar ges idag beteckningen Betula pendula Dalecarlica 'E'.
Anledningen till att den flikbladiga björken började säljas istället för ornäsbjörk är att det var lättare att föröka den. Enligt Rune Bengtsson som är expert på området finns det ca 20 000 - 25 000 träd i Sverige som kallas Ornäsbjörk, varav bara 150 - 200 är äkta, medan resten alltså är "flikbladiga björkar". Ornäsbjörken är mer känd, trots att flikbladig björk är betydligt vanligare. 
Rune Bengtsson och PerOla Fritzon tilldelades priset Silverlövet för sina insatser som bidrog till ordning bland björkarna.
De svenska moderträden för B. pendula 'Laciniata' står i Serafimerlasarettets park i centrala Stockholm. Samtliga andra plantor härstammar från dessa träd, och förökas genom frön tagna från moderplantan. 
Trädet introducerades av H. J. Grootendorst, Holland. Det anses vara en gammal klon från Tyskland. Flikbladig björk odlas i större trädgårdar, parker och planteringar, och är den flikiga björk som passar bäst i gatumiljön. Flikbladig björk är den vanligast förekommande flikiga björksorten som kulturträd i USA, med stor sannolikhet också i världen.

## Övrigt

### Om namnet
På engelska heter flikbladig björk Cutleaf Weeping Birch, Cutleaf Weeping Silverbirch eller Cutleaf European White Birch, varpå ett antal olika namnvarianter förekommer. Dessa benämningar används även på ett flertal andra sorter, och ibland används detta också som samlingsnamn för flikiga björkar. Laciniata i namnet är det latinska ordet för flikig.

### Betula pendula 'Gracilis'
En annan flikig form av vårtbjörk som är flikigare än denna är en sort, har namnet Betula pendula 'Gracilis'. Den odlas däremot inte i Sverige och saknar svenskt namn, den kommer ursprungligen från Ryssland. Flikbladig björk har fått det latinska namnet Gracilis i boken Trees And Shrubs Hardy In The British Isles av W.J. Bean. 
Det förekommer också andra spontant flikiga björkar som uppstått i naturen. Det finns uppåt hundra olika flikbladiga björksorter, varav många är väldigt lika.